# Judas Priest
I Judas Priest sono un gruppo heavy metal britannico, formatosi nel 1969 a Birmingham.
Considerati tra i massimi esponenti del genere nonché fonte di ispirazione per moltissimi gruppi contemporanei e successivi, nell'arco della loro carriera hanno venduto oltre 50 milioni di copie.
Lo stile vocale operistico del cantante Rob Halford e il suono delle chitarre gemelle di K. K. Downing e Glenn Tipton hanno avuto una grande influenza sulla scena heavy metal. L'immagine dei Judas Priest di pelle, chiodi e altri capi di abbigliamento tabù è stata ampiamente influente durante l'era glam metal degli anni '80.
Nonostante un declino dell'esposizione durante la metà degli anni '90, la band ha visto ancora una volta una rinascita, tra cui svariati tour in tutto il mondo; vennero quindi introdotti per la prima volta nei VH1 Rock Honors nel 2006, e hanno ricevuto un Grammy Award per la migliore performance metal nel 2010. Le loro canzoni sono presenti in videogiochi come Guitar Hero, la serie Rock Band e Brütal Legend.
Nel 2022 sono stati inseriti nella Rock and Roll Hall of Fame.

## Storia del gruppo

### Le origini (1969-1975)
La band viene fondata nel 1969 dal chitarrista K.K. Downing e dal bassista Bruno Stapenhill, a cui si uniscono il batterista John Ellis e il cantante Al Atkins.
È proprio il cantante a scegliere il nome Judas Priest dal titolo della canzone di Bob Dylan chiamata "The Ballad of Frankie Lee and Judas Priest". La band inizia così a esibirsi in vari locali inglesi, cambiando spesso batterista; nel 1973 si unisce al gruppo Rob Halford, cantante degli "Hiroshima" e fratello di Susan Halford, che in seguito diverrà moglie del bassista Ian Hill.
I Judas Priest con questa formazione (con il batterista John Hinch in pianta stabile) si esibiscono come gruppo spalla a parecchi gruppi Hard rock dell'epoca, tra cui UFO e Thin Lizzy. Grazie alle grandi performance dal vivo i quattro musicisti firmano un contratto con la Gull Records e nel 1974, dopo avere arruolato Glenn Tipton come secondo chitarrista, i Judas Priest pubblicano il loro primo album Rocka Rolla. Il disco viene accolto piuttosto freddamente dal pubblico e dalla critica; con un suono a cavallo tra hard rock e rock progressivo, il prodotto si discosta molto dal genere che la band svilupperà in seguito.
Lo scarso successo non scoraggia però la band, che dopo avere arruolato l'ennesimo nuovo batterista, Alan Moore, organizza un piccolo tour europeo raccogliendo ottime critiche. Nella scaletta dei concerti figurano già diversi dei brani che costituiranno il secondo disco, Sad Wings of Destiny. L'esibizione del 1975 al Reading Festival permette al gruppo di essere notato da un pubblico vastissimo, che rimase favorevolmente colpito dalla veemenza della performance, grazie anche alla presenza scenica di Halford.

### Sad Wings of Destiny(1976-1977)
In questi anni i fautori della prima generazione di heavy metal vivono in concorrenza con l'emergente punk rock, che riscuote sempre più consensi; i Judas Priest devono quindi continuare la loro evoluzione musicale e cercare nuove idee da concretizzare.
Nel 1976 esce Sad Wings of Destiny, stilisticamente diverso dal precedente, il sound avvicina il gruppo di Birmingham all'heavy metal. L'album diviene una pietra miliare del genere e sarà fonte di ispirazione per innumerevoli band: in esso vengono coniati gli archetipi musicali e lirici dell'heavy metal, al punto che ogni brano può essere considerato ormai un modello.
Le canzoni che hanno segnato, per molti, la loro storia e quella del genere sono inequivocabilmente Victim of Changes, The Ripper, Tyrant e Genocide. Questo lavoro viene ben accolto dalla critica e diventa rapidamente un cult.
Per supportare il nuovo disco il quintetto intraprende un esteso tour europeo, preceduto e seguito da due capillari tour sul suolo britannico. Nonostante questo, Halford e la band si trovano ancora in condizioni economiche precarie visto che la Gull Records si limita a pagarli in buoni pasto per la mensa. I Judas trovano infatti presto un accordo migliore firmando per la CBS/Columbia, che decide di proporre ai cinque musicisti un contratto a lungo termine.

### Il successo (1977-1979)

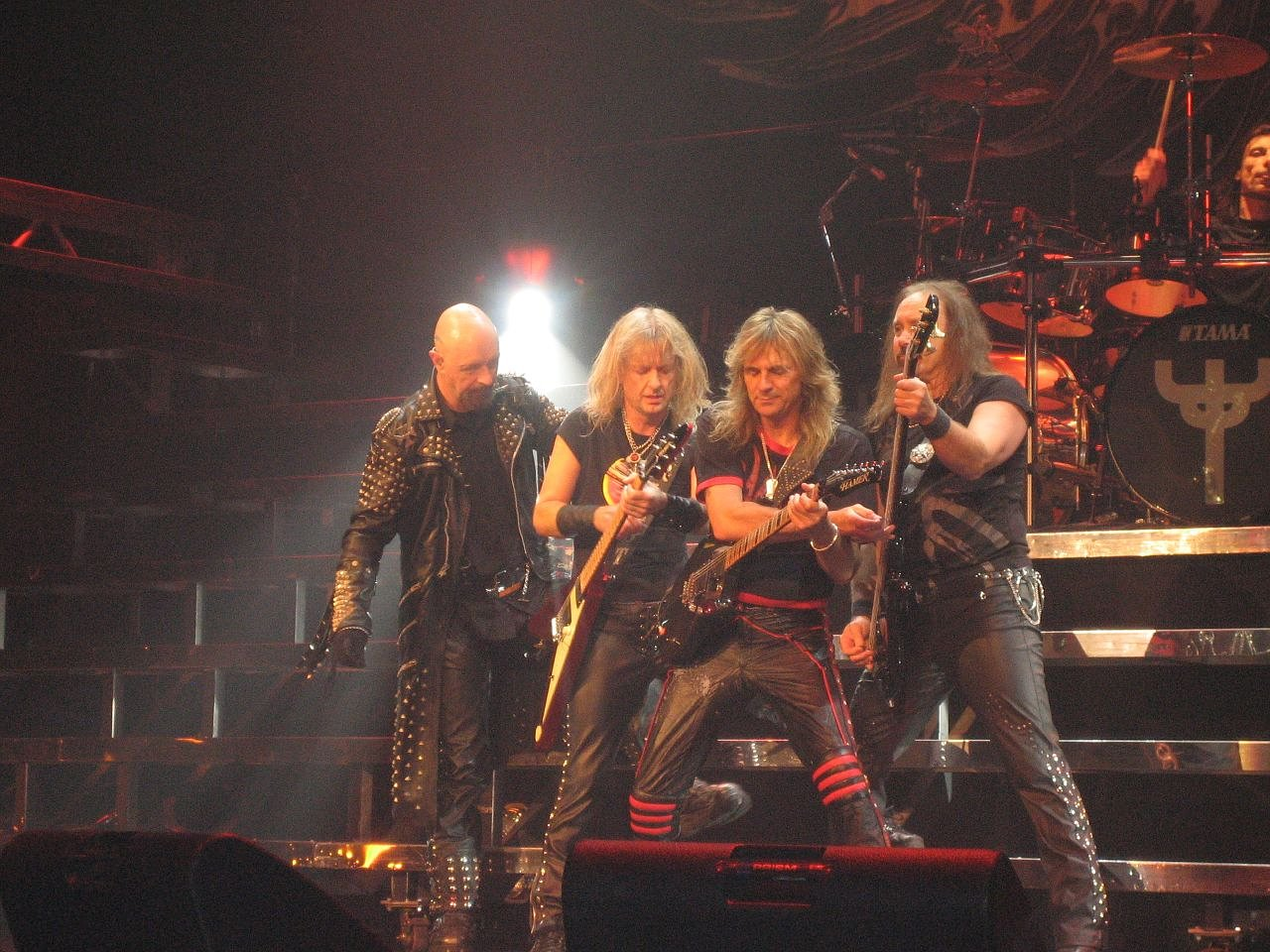
Judas Priest

I Priest, con Roger Glover dei Deep Purple alla consolle e Simon Phillips in veste di batterista session che mette a punto la doppia cassa metal (assieme ai coevi Cozy Powell, Tommy Aldridge e Phil Taylor) tornano in studio nel 1977 e ne escono con Sin After Sin. Il primo singolo estratto, una cover metal di Diamonds And Rust di Joan Baez, diventa un discreto successo nel Regno Unito. Alla pubblicazione segue un lungo tour in cui per la prima volta la band si esibisce negli Stati Uniti, impressionando in una ventina di date l'audience locale con la loro musica potente che, allora, risultava una novità.
Con Les Binks (già presente in formazione a partire dal tour di Sin After Sin) alla batteria la band pubblica nel 1978 Stained Class, disco di grande successo che rende i Judas Priest delle vere icone del sempre più diffuso movimento heavy metal; nel giro di pochi mesi, l'album raggiunge il traguardo delle 250 000 copie vendute nel solo Nordamerica. Il disco presenta una marcia in più per quanto riguarda la potenza, con un uso più frequente della doppia cassa (l'intro di Exciter ne è un esempio lampante e il pezzo rappresenta uno dei primi esempi di speed metal).
Il tour arriva fino al Giappone, ma è durante la tranche americana che Rob Halford e K. K. Downing cominciano a rendere la loro attitudine scenica più originale, con l'uso di giacche di pelle nera e borchie che diverrà poi un caratteristico stile negli anni '80; non a caso i Priest sono considerati da molti i veri "inventori" dell'abbigliamento heavy metal. Alla fine dello stesso anno la band produce Killing Machine (pubblicato con il titolo Hell Bent for Leather negli USA), che come il precedente riscuote un ottimo successo.
I Judas adottano ormai un'immagine fuori dagli schemi: un grande dispiego di cuoio, borchie, anfibi e moto. Pieni di ambigui sottintesi (tanto nei testi quanto nell'immagine) sessuali e religiosi, più che mai oltraggiosi e pervertiti agli occhi della società conservatrice, i Judas Priest contribuiscono a coniare infine anche l'iconografia visiva del metal. Proprio questa loro attitudine li renderà oggetto di continue discussioni sul loro conto, in particolare negli anni '80, con l'avvento della P.M.R.C., associazione di censura molto nota nell'heavy metal per i suoi continui attacchi ai musicisti del genere.
Si può dire che di fatto tutto il loro impiatto sonoro, lirico e iconografico sia entrato nell'immaginario collettivo, indissolubilmente connesso con il termine heavy metal. Gli anni '70 si concludono così in grande stile: durante i concerti tenuti in Giappone, i Priest registrano quello che è considerato uno dei primi live heavy metal della storia (oltre che uno dei più importanti del genere), Unleashed in the East, uscito nel 1979, che segna l'inizio della decennale collaborazione con il produttore Tom Allom, e diventato disco di platino. Alcuni sostengono che le parti vocali siano state re-incise in studio, in quanto Halford era vittima di un raffreddore durante le performance registrate nel disco; tuttavia la band ha dichiarato di avere effettuato solo alcuni ritocchi e non di avere reinciso le intere parti vocali.

### Gli anni Ottanta: la consacrazione (1980-1989)

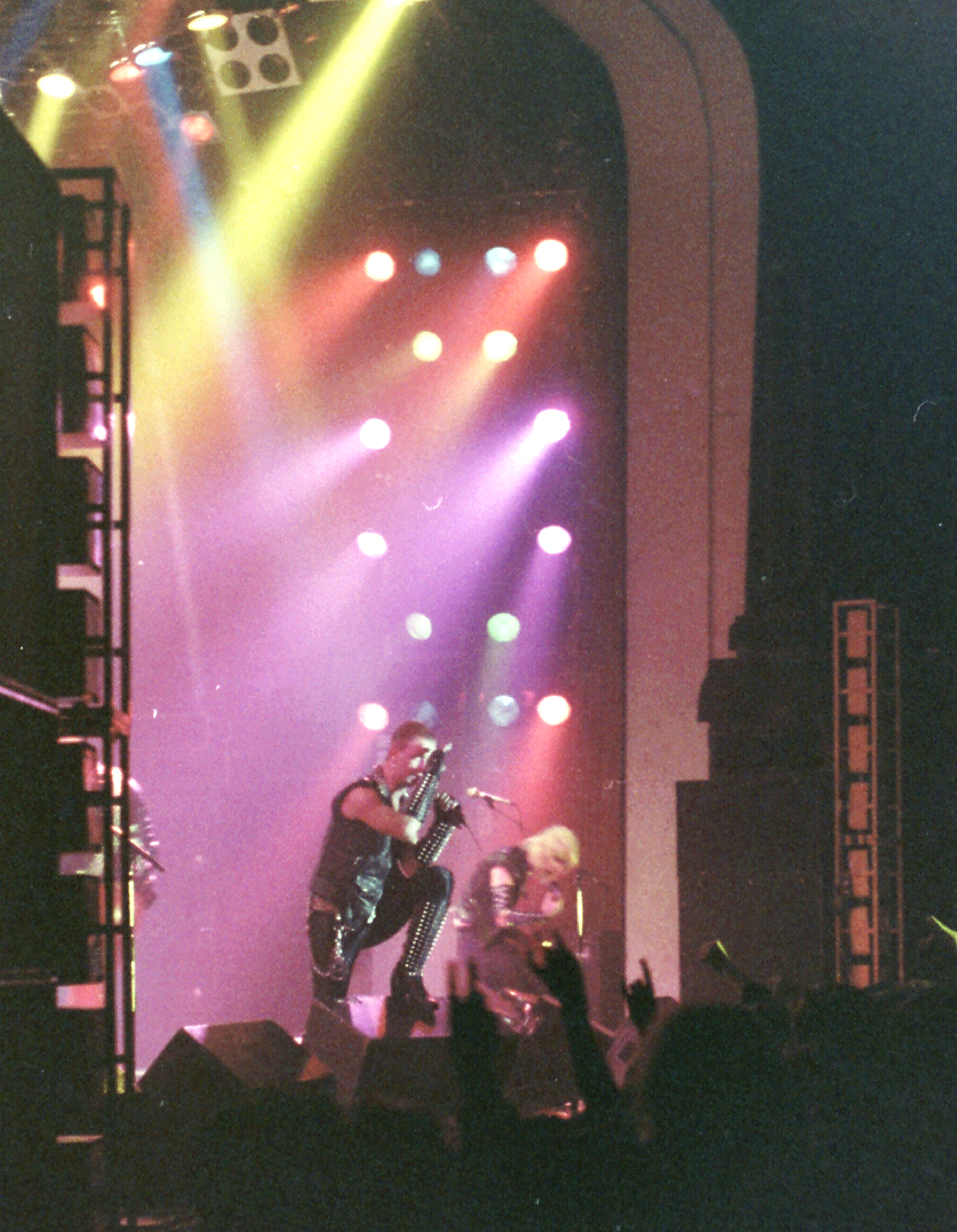
Judas Priest in concerto a Cardiff nel 1981

Subito dopo la conclusione del tour i Judas Priest cambiano ancora una volta batterista, arruolando l'ex Trapeze, Dave Holland. Con Holland, la formazione del gruppo presenta una grande compattezza e sarà così per quasi tutto il decennio, tant'è che molti definiscono questa line-up (Halford, Downing, Tipton, Hill e Holland) la più esemplare della loro carriera.
Il 1980 è l'anno della pubblicazione di uno degli album più famosi della band, British Steel, che contiene canzoni-simbolo come Breaking the Law, Rapid Fire, Living After Midnight e Metal Gods. British Steel è seguito dal tour, dove la band viene supportata dagli allora ancora poco celebri Iron Maiden, i quali, con il tempo, diventeranno molto conosciuti e vivranno un forte dualismo con il gruppo di Halford in termini di popolarità.
Dopo questo tour mondiale i Priest subiscono una piccola battuta d'arresto, testimoniata da Point of Entry del 1981, un disco definito inferiore al suo predecessore, nonché poco ispirato. Resta comunque una breve parentesi critica, dopodiché la formazione torna più in forma che mai e nel 1982, con Screaming for Vengeance, sforna un altro grande classico. Il nuovo lavoro debutta al diciassettesimo posto nelle classifiche USA e diventa doppio disco di platino. A oggi resta il disco più venduto nella storia del gruppo e pezzi come Bloodstone, Screaming For Vengeance, You've Got Another Thing Coming e soprattutto Electric Eye sono ancora punti di forza oltre che grandi classici.
Dopo un anno di riposo i Judas ritornano con Defenders of the Faith, un nuovo successo milionario che porta però anche qualche contestazione.

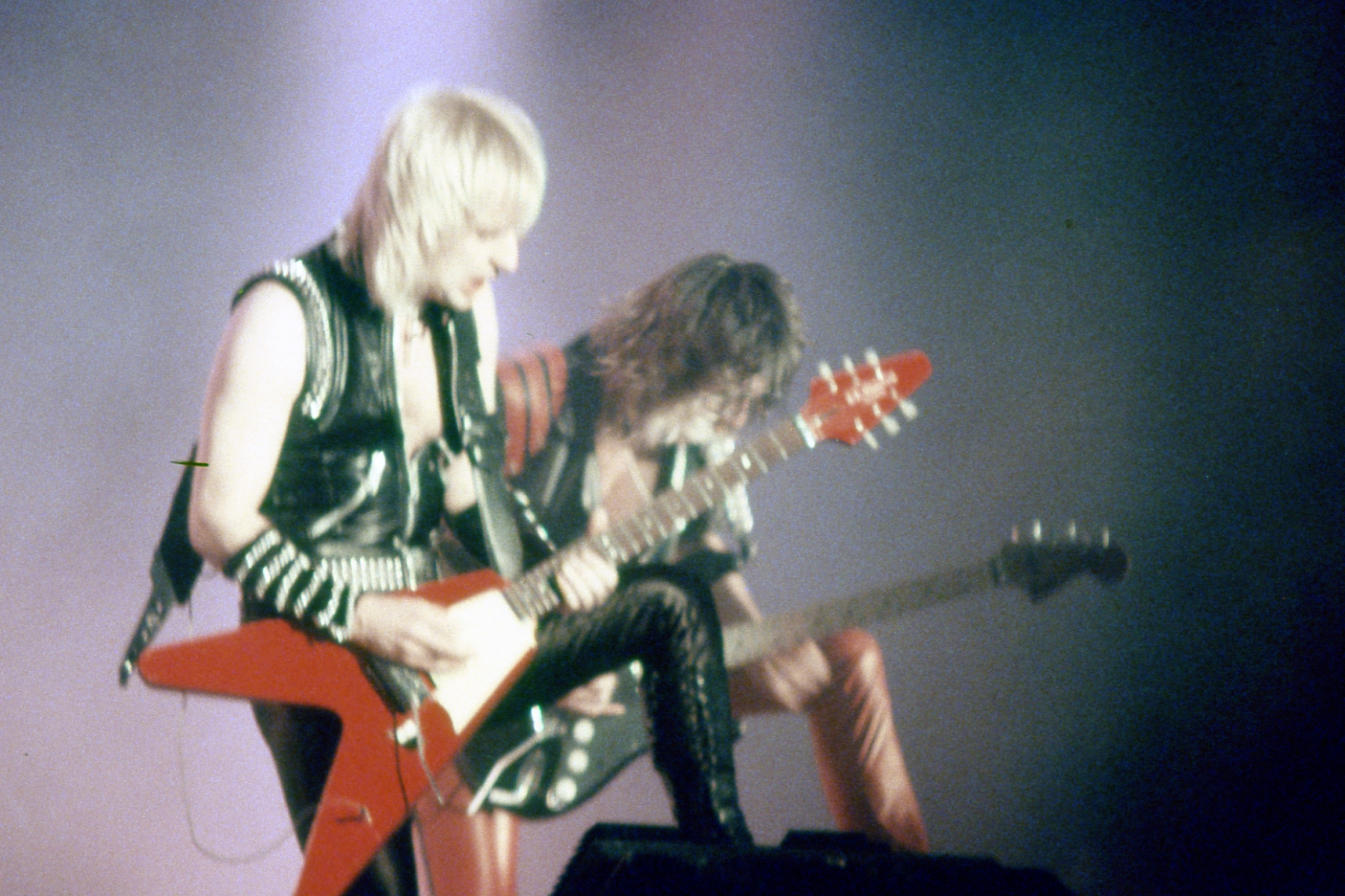
K.K. Downing e Glenn Tipton durante un concerto nel 1984

La già citata P.M.R.C. era nata proprio in quel periodo e i Judas Priest sono stati una delle prime band a esserne bersagliate. Il brano Eat Me Alive entrò in una lista emessa dalla associazione chiamata "Filthy Fifteen", che raccoglieva i quindici brani più osceni di quel periodo, secondo i suoi membri. L'accusa rivolta al pezzo riguardava tematiche esplicitamente sessuali, ma tutto questo clamore non intralciò comunque più di tanto la loro carriera.
Come negli anni settanta anche l'heavy metal di stampo classico (sebbene rimasto in auge fino agli inizi degli anni '90) convive con altri sottogeneri che a quel tempo spopolano, basti pensare al thrash, al power, e soprattutto al pop metal. Tra questi, il più gettonato era appunto il pop metal e i Judas, probabilmente spinti da motivi commerciali, incorporavano elementi di questo genere.
Tutte queste variazioni nella loro musica portano all'origine di Turbo nel 1986, album pienamente orientato sul commercio statunitense che segna una netta svolta in termini di sound. Il risultato è molto chiacchierato e ostracizzato dai fan più conservatori, che si sentono traditi dalla nuova direzione più morbida, anche perché il pop metal non è visto di buon occhio da molti sostenitori dell'heavy metal tradizionale. Anche se molto discusso, Turbo raggiunge un buon traguardo di vendite.

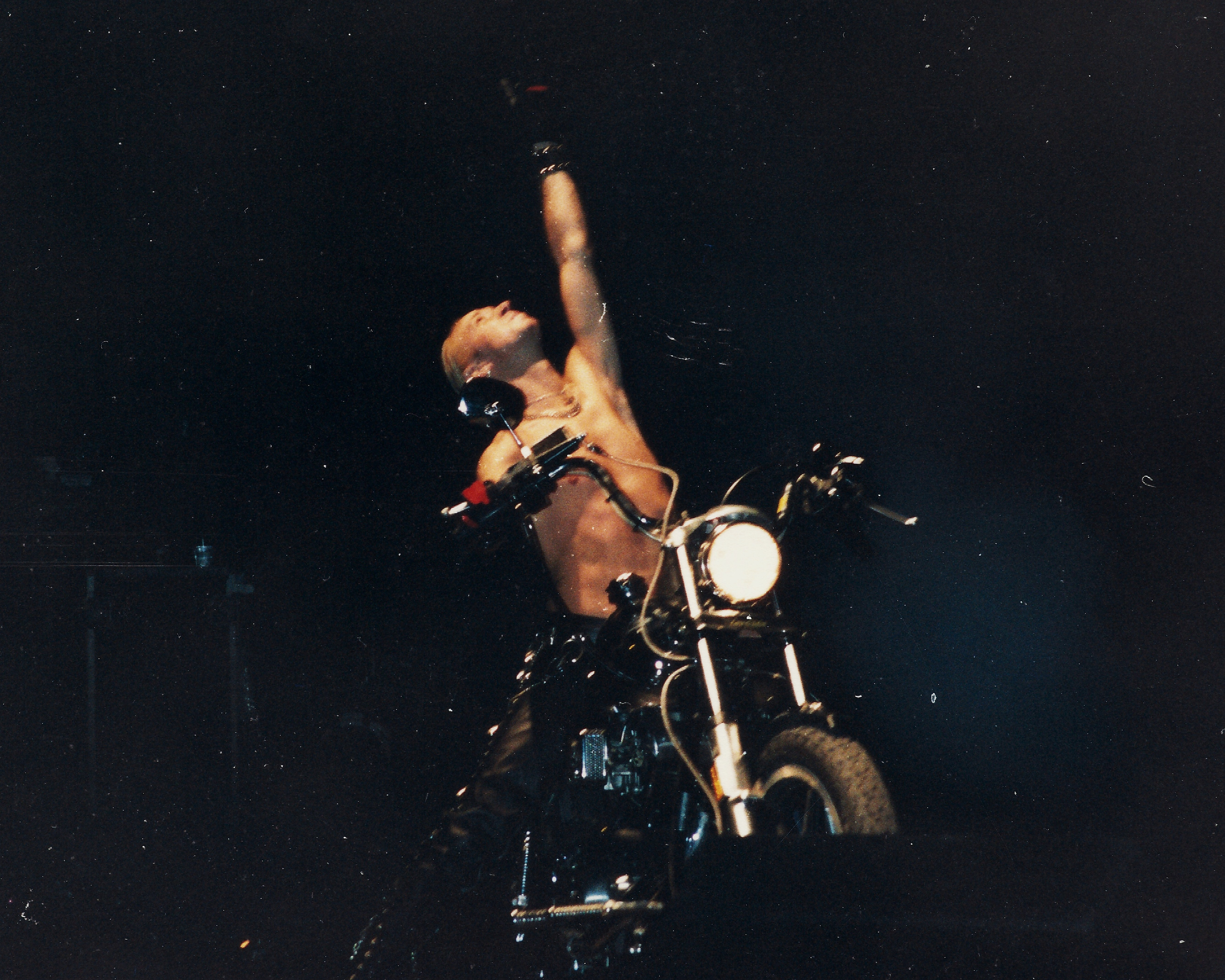
Rob Halford con la sua famosa motocicletta durante un concerto nel 1988

I Judas Priest si trovano probabilmente in questo periodo all'apice della loro fama: prendono infatti parte al Live Aid presso il John F. Kennedy Stadium il 13 luglio 1985 e sono inoltre protagonisti di Heavy Metal Parking Lot, un documentario che illustra una folla di fan dell'heavy metal in attesa di entrare a un concerto della band all'arena Capital Centre di Landover, in Maryland, il 31 maggio 1986.
Il nuovo tour si rivela molto seguito e registra il "sold out" in poco tempo. Questo spinge il management a lanciare sul mercato un nuovo disco dal vivo, Priest...Live! del 1987. Successivamente i Judas decidono di ritornare alle sonorità classiche che li hanno resi celebri con il nuovo disco in studio, Ram it Down. L'album non ottiene l'esito sperato, viene contestato come il precedente e ottiene un minor successo commerciale.
Dopo una lunga permanenza nella band, Dave Holland abbandona il suo ruolo di batterista e viene sostituito da Scott Travis, precedentemente nei Racer X e The Scream. Insieme al batterista i Priest cambiano anche produttore; subentra infatti Chris Tsangarides (che già aveva collaborato con il gruppo ai tempi di Sad Wings of Destiny) al posto di Tom Allom.

### Accuse di messaggi subliminali (1990)
Oltre al fallimento di Ram it Down, i Judas Priest incorrono anche in problemi giudiziari. Nell'estate del 1990 il quintetto viene chiamato in tribunale per via di una causa intentata loro dalle famiglie di due ragazzi suicidi. Le accuse sono di avere indotto i propri figli a togliersi la vita attraverso presunti messaggi subliminali avvertibili suonando il disco al contrario (fatti del genere hanno coinvolto in passato anche artisti come Led Zeppelin, The Beatles e Queen). Il brano incriminato è Better By You, Better Than Me (cover degli Spooky Tooth) contenuta nell'album Stained Class e si ipotizza che, ascoltando un verso al contrario, ne esca un altro che direbbe Do It!, Do It! (Fallo! Fallo!).
Il 23 dicembre 1985 i due ragazzi in questione (Raymond Belknap, 18 anni e James Vance, 20), entrambi molto chiusi e con problemi di socializzazione, fumando marijuana e bevendo molta birra, ascoltano in loop per molte ore il disco e soprattutto il brano sopra citato. A un certo punto i due si recano nei pressi di una chiesa; Belknap prende un fucile e si spara, morendo sul colpo. Vance imbraccia l'arma e fa altrettanto, ma riesce a cavarsela, sebbene rimasto in bilico tra la vita e la morte e rimanendo completamente sfigurato in volto.
Vance, ricoverato, scrive una lettera alla madre del suo amico Belknap:
Vance viene sottoposto a un lungo e difficoltoso intervento di chirurgia plastica. Tuttavia muore dopo circa tre anni dall'accaduto, a causa dei gravi effetti che l'arma ha arrecato al suo cervello. Le accuse si rivelano completamente infondate, ma l'episodio rovina ancora di più la reputazione della band, già messa in discussione negli anni '80, dalla P.M.R.C. Questo avvenimento fa anche slittare l'uscita del nuovo disco del gruppo, Painkiller.

### Painkillere il lungo silenzio (1990-1994)
Usciti vincitori dalla causa, viene finalmente pubblicato sul mercato un nuovo capitolo discografico, il già detto Painkiller, album molto apprezzato e categorizzato tra i migliori prodotti della storia del genere.
Il disco mostra alcuni cambiamenti: le sonorità sono diventate nettamente più feroci rispetto a quelle dei capitoli precedenti, i riff di chitarra hanno acquisito una grande potenza, la voce di Halford è divenuta più cattiva e stridula ma il fattore che distingue maggiormente il nuovo corso del gruppo è il drumming di Travis, il quale dona nuova "linfa vitale" allo stile del quintetto con il suo uso sferzante della doppia cassa. Sebbene sia questa usata anche negli album precedenti del gruppo, con Painkiller diventa un elemento molto marcato e, unita alle ottime capacità del batterista, dà un grande tocco a pezzi come Painkiller, Night Crawler, Metal Meltdown e Touch of Evil, anch'essi divenuti emblemi del gruppo di Birmingham.
La tournée dell'album viene intrapresa con Megadeth, Sepultura e Pantera. Durante la data di Toronto, Rob Halford si infortuna entrando in scena con la moto, andando a sbattere contro il rialzo dove è montata la batteria, probabilmente a causa della vista offuscata per via degli effetti scenici creati con il ghiaccio secco. Tuttavia, Halford continua lo show e, al termine, venne ricoverato per effettuare accertamenti medici.
Terminato il tour nel gruppo sorgono forti dissidi che culminano con l'inaspettata uscita del frontman dalla band. Girano molte voci nell'ambiente: si dice che Halford abbia abbandonato per le condizioni fisiche non buone dovute all'incidente di Toronto, perché sconvolto dal suicidio dei due fan dei Judas Priest, infine si vocifera perfino che abbia abbandonato per le troppe voci sulla sua presunta omosessualità (che verrà poi dichiarata da lui stesso nel 1998).
Nel frattempo il frontman decide di fondare un nuovo progetto, portando con sé il batterista Scott Travis. Questo gruppo viene chiamato Fight, e debutta con War Of Words nel 1993. Il gruppo si allontana dallo stile classico e tecnico dei Priest, prendendo spunto dai Pantera, il groove metal, che in quel periodo ottiene particolari consensi all'interno della scena heavy metal.
L'uscita di Halford è un grande cruccio per il gruppo e per i loro fan, ormai affezionati al suo carisma e alla sua voce; il cantante si dedica ad altri progetti musicali e per circa cinque anni, i Judas rimangono inattivi. Non verrà mai rivelato se in quegli anni fossero sciolti o meno. In questo lasso di tempo, viene solamente pubblicata l'antologia di brani Metal Works '73 - '93, per festeggiare il ventennale della loro carriera.

### L'arrivo di Ripper Owens (1995-2002)

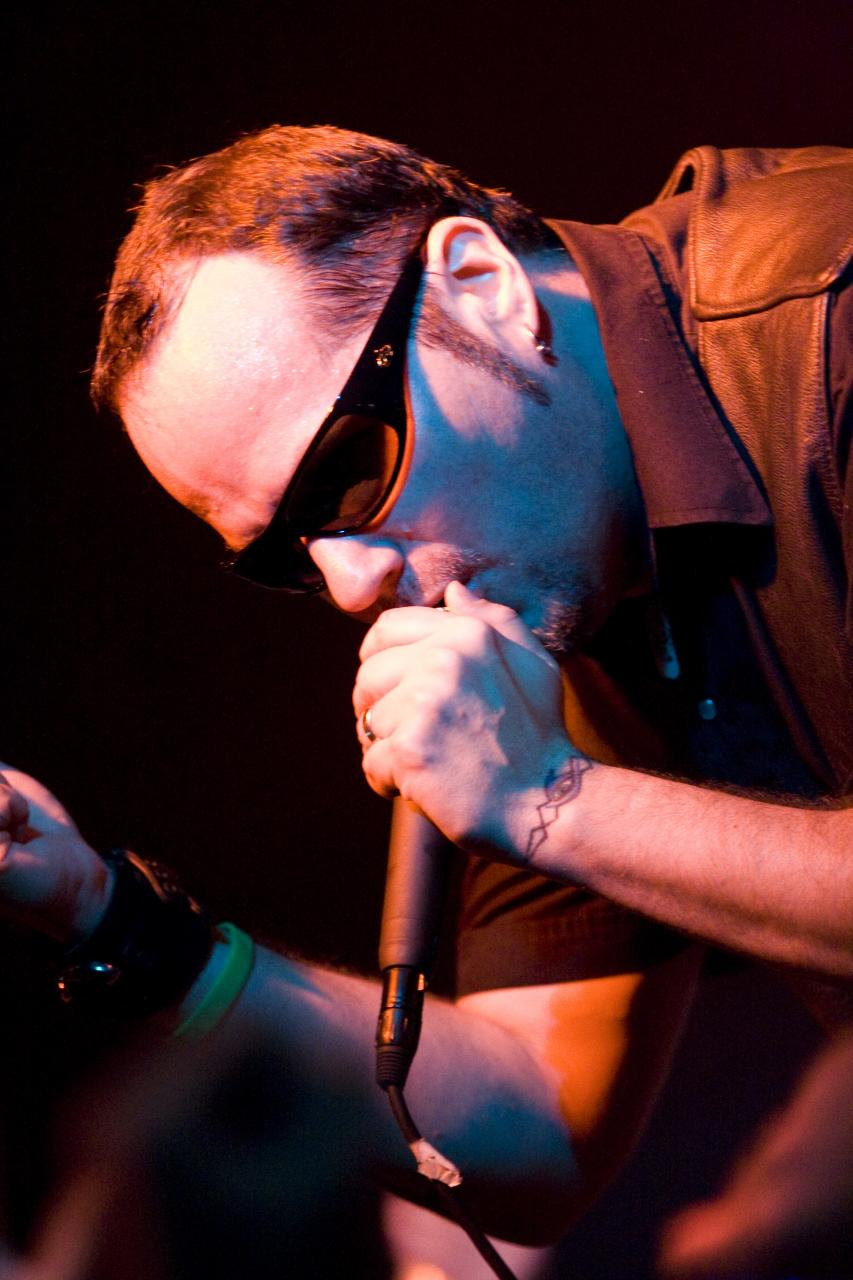
Tim "Ripper" Owens

Dopo un lungo periodo di smarrimento i restanti membri decidono dopo varie audizioni di sostituire Halford con Ripper Owens, mentre Halford scioglie i Fight nel 1995. Il caso di "Ripper" Owens rappresenta un episodio più unico che raro nel panorama musicale mondiale; viene infatti scelto dopo che Scott Travis entra in possesso di un nastro demo e assiste a un concerto della cover band di Owens, un tributo ai Judas Priest. Successivamente anche il resto del gruppo visiona il materiale e Owens venne invitato nel Regno Unito per un provino. Dopo avere provato in studio Victim of Changes e The Ripper viene arruolato: la sua prestazione impressiona infatti gli altri membri del gruppo immediatamente.
Il curiosissimo destino di Owens, con il suo repentino passaggio da fan sfegatato del gruppo a frontman dello stesso, getta le basi per il soggetto del film Rock star del 2001, in cui la sua parte è affidata a Mark Wahlberg, e il gruppo protagonista viene ribattezzato Steel Dragon. Gli stessi Judas Priest vengono contattati per contribuire alla colonna sonora, ma rinunciano poco dopo l'inizio dei lavori per divergenze personali con il produttore.
Se per Owens entrare nei Priest è un sogno che si realizza per molti fan risulta invece una grande delusione. Jugulator (1997) infatti, il primo disco con Ripper alla voce, avvia le ostilità tra i fan tradizionalisti e il nuovo arrivato. C'è da dire che il sound del gruppo cambia nuovamente; la musica diventa ancor più aggressiva di quella contenuta in Painkiller, inglobando alcuni elementi tipici del metal moderno come la pesantezza estrema nei suoni e la struttura dei brani lunga e complessa. Per molti Owens regge ottimamente il paragone con Halford per ciò che concerne le doti vocali ma, nonostante ciò, è il nuovo stile della band a non risultare apprezzato. Tuttavia Jugulator si rivela un discreto successo commerciale. Il tour del disco attira molte persone e alcune performance vengono anche raccolte nel disco dal vivo '98 Live Meltdown (1998).
Nel 2001 viene pubblicato Demolition, album dalle sonorità simili al suo predecessore e che protrae i contrasti con i fan.
Mentre Jugulator non si rivela pessimo dal punto di vista commerciale, Demolition registra invece un vertiginoso calo di vendite e, a parte Rocka Rolla, è tutt'oggi l'album meno venduto della carriera dei Judas. Dopo avere pubblicato un altro live intitolato Live in London Owens esce dalla band.
La separazione artistica viene considerata amichevole e consensuale ma alcuni scettici ritengono che non sia andata così. In principio, i Judas Priest erano infatti orientati verso il reclutamento di Ralf Scheepers, allora cantante della band tedesca Gamma Ray, ma la scelta cadde poi su Owens. In quell'anno anche D. C. Cooper era in lizza per il posto lasciato vacante da Halford. In una successiva dichiarazione K.K. Downing sostiene di avere sbagliato nel reclutare Owens come frontman e alcuni fan accusano la band di avere scaricato le colpe sul frontman riguardo al fallimento dei due dischi prodotti con lui. Tuttavia Ripper si è detto entusiasta della sua esperienza nei Judas Priest e non ha espresso rammarico nei confronti del suo ex gruppo.

### Il ritorno di Halford (2003-oggi)

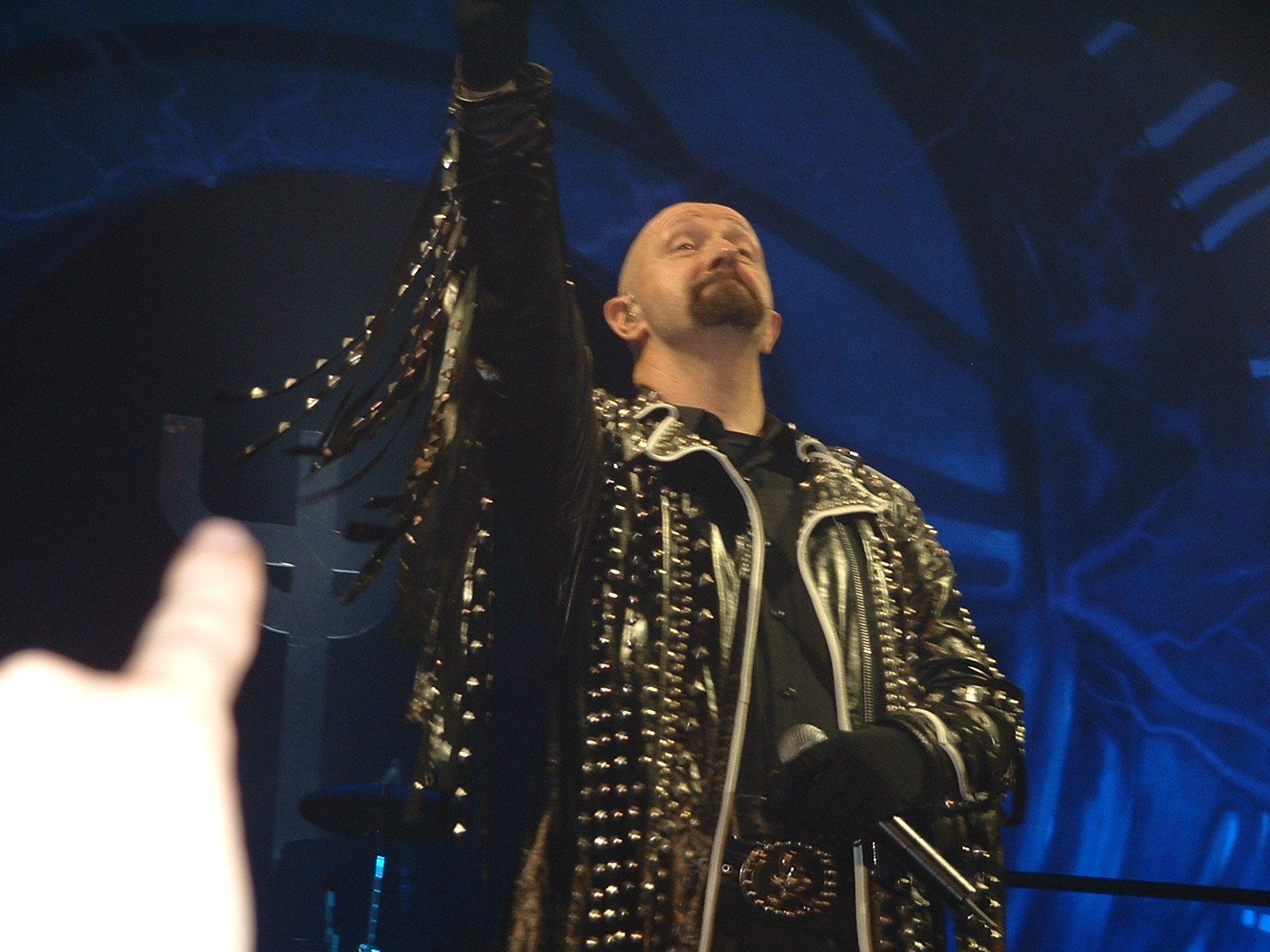
Rob Halford nel tour del 2005

Gran parte dei fan chiedono a gran voce il ritorno di Rob Halford. I componenti del gruppo dichiarano in molte interviste che non si sarebbero più ricongiunti con lui ma, spinti probabilmente a recuperare i nostalgici del celeberrimo cantante, annunciano nel 2003 il suo ritorno nelle file della band. Questo evento viene festeggiato con Metalogy, un cofanetto di cinque dischi che raccoglie i loro maggiori successi.
Nel 2004 i Judas Priest intraprendono un tour europeo di grande successo insieme ai celebri Scorpions, con il ritornato Halford e si esibiscono anche da headliner all'Ozzfest dello stesso anno.
Nel 2005 il gruppo pubblica Angel of Retribution, che segna il ritorno dei Priest al suono più classico e che riscuote buoni pareri dalla critica, seppur giudicato poco energico. Nell'album si apprezzano brani mid-tempo dal sapore ottantiano e sfuriate tipiche degli anni di Painkiller; è inoltre presente una ballata semi-acustica intitolata Angel dove i Judas riscoprono la loro vena più intimista con un brano molto lontano dal loro tipico sound.
Nel giugno del 2008 la band pubblica un nuovo lavoro, Nostradamus, un concept album incentrato sulla figura dell'omonimo profeta francese. Il lavoro divide fan e critica riguardo alcune scelte della band come la scelta di un doppio CD con 23 brani molto lunghi e l'ampio utilizzo di orchestrazioni. Non mancano ovviamente, come d'abitudine, brani potenti e diretti come la title track Nostradamus, ove Halford si esibisce nel suo screaming (progressivamente abbandonato negli anni per via dell'età), e Persecution.
Sempre nel 2008 partecipano, assieme agli Heaven & Hell, Motörhead e Testament al Metal Masters Tour.
Da giugno ad agosto del 2009 i Judas Priest completano il loro tour in Nord America per commemorare il 30º anniversario della pubblicazione dell'album British Steel.
L'album viene riproposto nella sua interezza in ogni data del tour, con l'aggiunta di altri brani evergreen. Questo tour vede come band di supporto gli Whitesnake, che devono però abbandonare gli eventi dopo la data di Denver, l'11 agosto 2009, a causa di una grave infezione alla gola del loro cantante David Coverdale.
Il 14 luglio 2009 pubblicano A Touch of Evil, un nuovo live album, con 11 tracce inedite registrate dal vivo nei loro vari tour mondiali tra il 2005 e il 2008. Il 31 gennaio 2010 vincono il Grammy Award con il brano "Dissident Aggressor" per la "Best Metal Performance". L'8 dicembre 2010 annunciano che quello che verrà sarà l'ultimo grande tour organizzato, non rinunciando però a partecipare a concerti e festival: annunciano altresì che ci sarà un nuovo album. Il 20 aprile 2011 il gruppo comunica l'abbandono dello storico chitarrista K.K. Downing; viene ingaggiato al suo posto l'inglese Richie Faulkner, che verrà confermato anche per il nuovo album.
Il 28 aprile 2014 i Priest, tramite il loro sito web, confermano l'uscita del nuovo album intitolato Redeemer of Souls e sul loro canale YouTube viene resa pubblica l'omonima titletrack dell'album. Il disco viene pubblicato l'8 luglio negli Stati Uniti, l'11 in Europa e il 14 in Gran Bretagna.
Il 9 marzo 2018 viene pubblicato il loro diciottesimo album in studio, Firepower, preceduto dal singolo estratto, "Lightning Strike", il 5 gennaio 2018.
Proprio nello stesso anno è il turno di Glenn Tipton di essere sostituito, sebbene solamente dal vivo, dal chitarrista e produttore Andy Sneap, a causa dello stato avanzato del morbo di Parkinson che rende impossibili le sue esibizioni.

## La Rock and Roll Hall of Fame
La band entra nella Rock and Roll Hall of Fame il 5 novembre 2022 ricevendo il Musical Excellence Award, premio dedicato ad artisti la cui musica ha avuto un impatto notevole sulla scena musicale.
Alla cerimonia presenzia anche l'ex membro K. K. Downing.

## Stile e influenze

### Stile

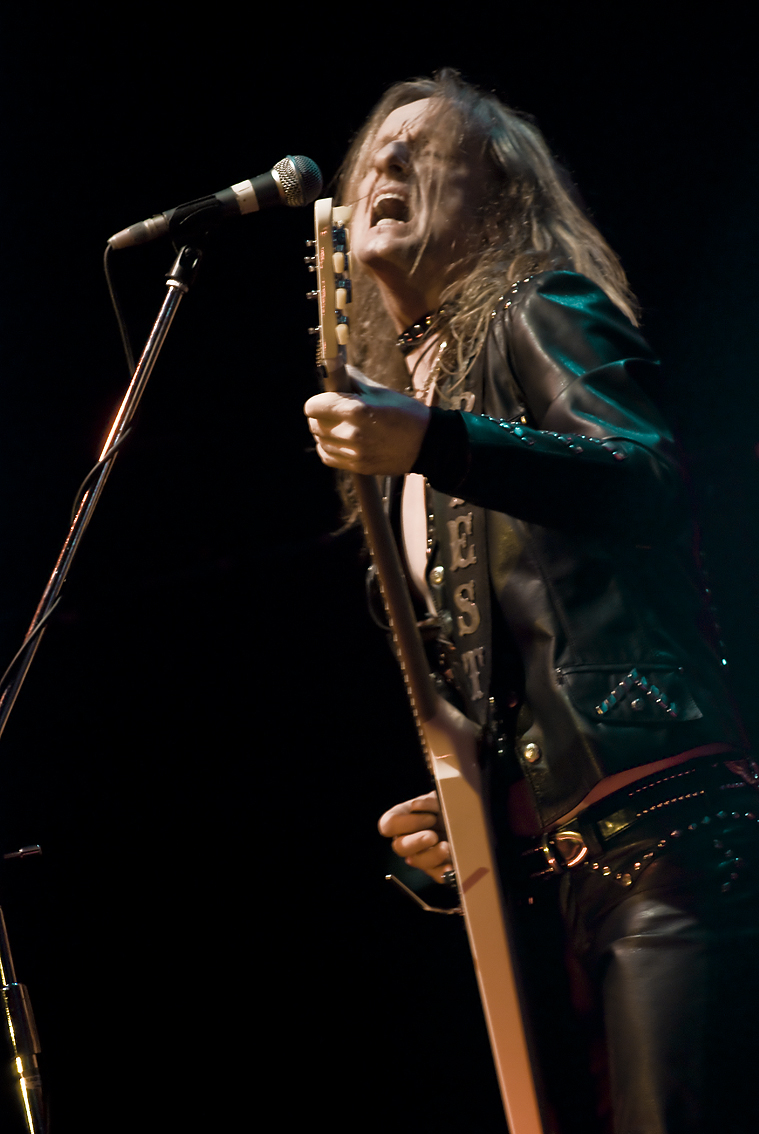
K.K. Downing al Palasharp di Milano nel 2009 per il Priest Fest

I Judas Priest sono stati una delle prime band heavy metal a utilizzare la doppia chitarra, con il duo formato da K.K. Downing e Glenn Tipton strutturato con assoli di ispirazione classica per Tipton e assoli più aggressivi per Downing. A questa combo va a sommarsi lo stile vocale unico e particolare di Rob Halford, molto acuto e potente che si sviluppa su quattro ottave.
Album come Sad Wings of Destiny (1976), Sin After Sin (1977), e Stained Class (1978) hanno influenzato radicalmente musicisti e membri di spicco di gruppi hard rock ed heavy metal.
La band ha spesso suonato in maniera molto più veloce rispetto ad altri gruppi contemporanei, introducendo un suono più pesante soprattutto per le chitarre. I brani di questi tre lavori variano molto tra melodie semplici e brani ben strutturati, passando da ritmi veloci e potenti a ritmi più lenti e morbidi (per esempio Victim of Changes). Alcune canzoni, come per esempio Exciter, sono stati pezzi rivoluzionari per la loro ferocia e velocità, mentre altri, come Dissident Aggressor o Sinner, sono considerate come due delle canzoni più pesanti del loro tempo, e oggi sono considerati come classici del metal.
Il disco Killing Machine del 1978 (conosciuto anche come Hell Bent for Leather e uscito nel 1979 negli Stati Uniti) ha visto un cambio di direzione verso canzoni più brevi e dirette. L'album successivo, British Steel (14 aprile 1980), ha preso una piega ancora più netta nella stessa direzione ed è stato forse il primo album heavy metal con un ampio successo radiofonico.
Il successivo lavoro, Point of Entry (26 febbraio 1981), si è dimostrato un disco molto "grezzo", con pochissime manipolazioni del sound e con un ritmo più lento del normale. Glenn Tipton ha confessato in seguito che Point of Entry ha avuto il difficile compito di proseguire secondo gli standard stabiliti dal suo predecessore British Steel senza però riuscirci. I successivi Screaming for Vengeance (1982), e Defenders of the Faith (1984), ancora una volta, hanno imposto standard elevatissimi di intensità e potenza, continuando a influenzare pesantemente il mondo dell'heavy metal. Turbo (1986) ha invece segnato una svolta verso stili più commerciali come l'hair metal, specie con l'utilizzo dei sintetizzatori per chitarra.
Ram It Down (1988) è stato invece un album contenente diverse rielaborazioni di brani del precedente Turbo, tra cui il pezzo omonimo. Lo stile è stato più pesante rispetto al materiale del disco in questione ma include elementi (come i sintetizzatori) del disco precedente.
L'album Painkiller (1990) ha segnato invece il ritorno al classico stile heavy metal, rappresentando uno dei lavori più pesanti e intensi della discografia della band, con la voce di Halford acutissima, e con gridi laceranti su alcune tracce.
I Judas Priest hanno anche pubblicato due album con il cantante Ripper Owens dopo la partenza di Halford. Jugulator (1997) e Demolition (2001) generalmente considerati come i due album meno riusciti del quintetto britannico.
Con il ritorno di Halford il gruppo ha pubblicato Angel of Retribution (2005), che secondo alcuni critici ha contribuito alla rinascita dell'heavy metal.
Il sedicesimo lavoro in studio, Nostradamus (distribuito nel giugno del 2008), è stato il primo concept album nella discografia dei Priest: caratterizzato dalla costante presenza di tastiere a conferire al lavoro un forte carattere sinfonico. Nel 2014 è uscito Redeemer of Souls (il primo senza il chitarrista K.K. Downing), che a differenza del precedente non è stato ben accolto dalla critica per via di una pessima produzione. Dopo quattro anni sono tornati sul mercato con Firepower, recensito in maniera positiva anche dai fan del gruppo.

### Influenze
I Judas Priest hanno avuto grande influenza su molte band heavy metal, sono stati tra i fondatori del movimento NWOBHM e hanno influenzato la maggior parte delle band thrash metal della fine degli anni '80 in termini di suono e tecnica. Il loro sound viene descritto come "una fusione tra la pesantezza dei Black Sabbath e la raffinatezza dei Deep Purple, con anche un tocco di Led Zeppelin."
MTV.com li ha infatti valutati come la seconda più importante band heavy metal della storia, dopo i Black Sabbath.
Nei primi anni '70 la band ha rimosso la maggior parte degli elementi blues dal proprio stile, cosa che invece le prime band heavy metal hanno portato con sé dalla musica rock. Si sono subito fatti notare anche grazie alla distintiva voce di Rob Halford e all'uso delle due chitarre di Tipton e Downing, elementi che successivamente vennero assimilati ed emulati da moltissime band.

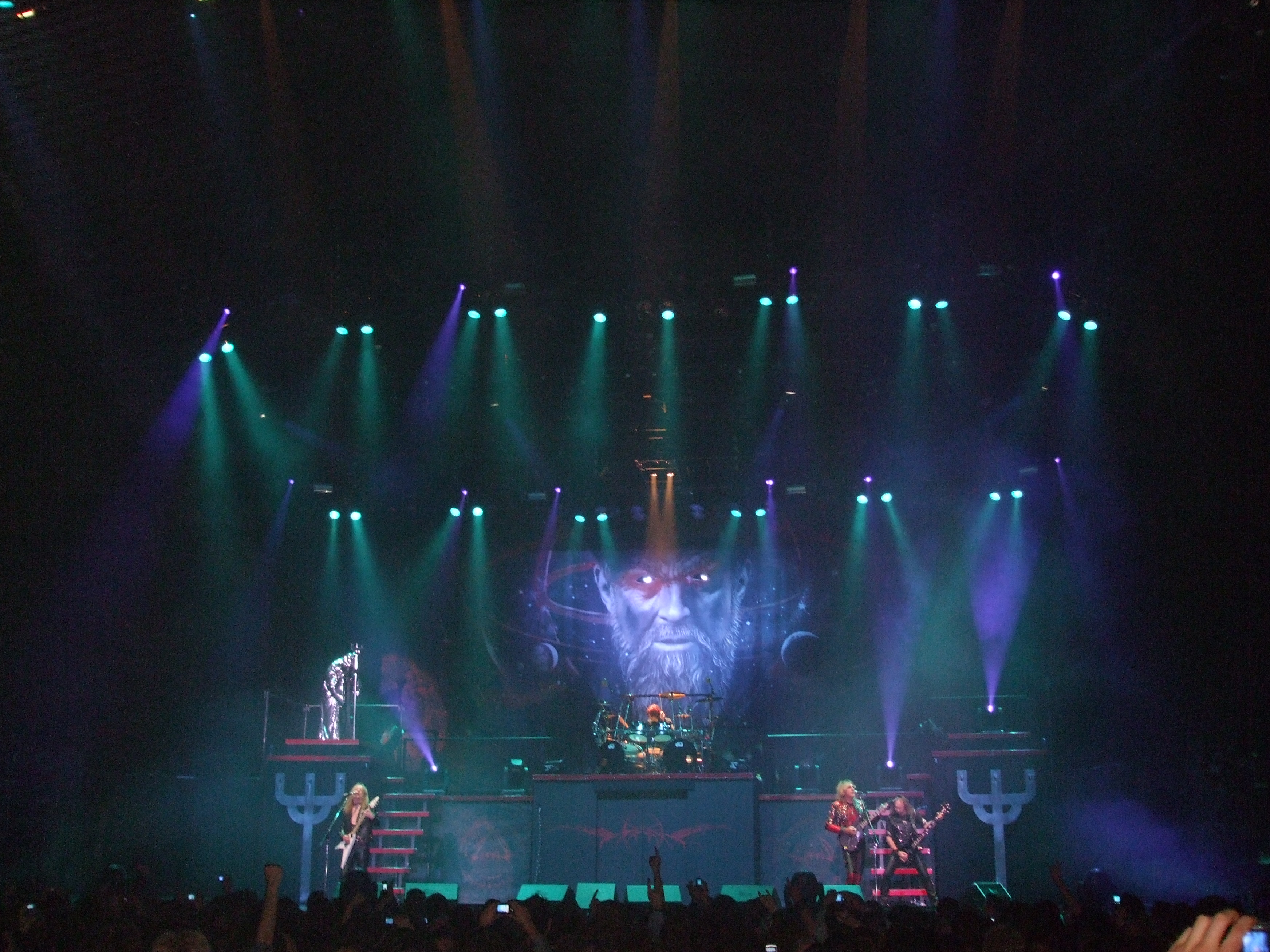
Judas Priest in concerto alla Sheffield Arena, il 13 febbraio 2009

Oltre che per il loro sound i Judas sono passati alla storia per avere rivoluzionato la moda (intesa come outfit) del mondo metal. Rob Halford ha incorporato, attorno al 1978, lo stile di abbigliamento dei centauri (in contemporanea con l'uscita di Killing Machine), rapidamente seguito dal resto della band. Questa tendenza si è diffusa molto rapidamente, influenzando i Saxon, gli Iron Maiden con il cantante Paul Di'Anno che ha iniziato a indossare giacche di pelle e bracciali con borchie e molti altri gruppi all'interno della corrente della NWOBHM.

## Cover
I Judas Priest hanno ispirato numerosissime band, tanto che molte di loro hanno deciso di omaggiarli incidendo numerose cover dei loro brani più celebri. Sono uno dei gruppi ad avere ricevuto il maggior numero di album tributo, tra cui vale la pena citare: A Tribute to Judas Priest Legends of Metal, Hell Bent for Metal e A Tribute to The Priest, e sono inoltre presenti in numerosi cofanetti o live ad essi dedicati.
Inoltre, a confermare la grande influenza che hanno avuto, la stessa celebre thrash metal band Slayer è nata originariamente come loro tribute band.

## Influenze
Considerati tra i maggiori innovatori del genere, i Judas Priest hanno ispirato band quali Agent Steel, Angra, Armored Saint, Blind Guardian, Death, Gamma Ray, HammerFall, Helloween, Iced Earth, King Diamond, Kreator, Machine Head, Mercyful Fate, Metallica, Nevermore, Overkill, Primal Fear, Sabaton, Slayer, Stratovarius, Testament, Therion, U.D.O., Unleashed, Virgin Steele e Vital Remains.

## Formazione

### Formazione attuale
- Rob Halford – voce (1973-1992, 2003-oggi)
- Richie Faulkner – chitarra (2011-oggi)
- Glenn Tipton – chitarra, tastiera (1974-oggi; dal 2018 parzialmente sostituito)
- Ian Hill – basso (1970-presente)
- Scott Travis – batteria (1989-oggi)

### Ex membri principali
- Ripper Owens - voce (1996-2003)
- K. K. Downing - chitarra (1970-2011)
- Bruno Stapenhill - basso (1969-1970)
- Alan Moore - batteria (1971, 1975-1976)
- John Hinch - batteria (1973-1975; morto nel 2021)
- Simon Phillips - batteria (1976-1977)
- Les Binks - batteria (1977-1979; morto nel 2025)
- Dave Holland - batteria (1979-1989; morto nel 2018)
- Al Atkins - voce (1969-1973)
- Chris Campbell - batteria (1971-1973)

## Discografia

### Album in studio
- 1974 - Rocka Rolla
- 1976 - Sad Wings of Destiny
- 1977 - Sin After Sin
- 1978 - Stained Class
- 1978 - Killing Machine
- 1980 - British Steel
- 1981 - Point of Entry
- 1982 - Screaming for Vengeance
- 1984 - Defenders of the Faith
- 1986 - Turbo
- 1988 - Ram It Down
- 1990 - Painkiller
- 1997 - Jugulator
- 2001 - Demolition
- 2005 - Angel of Retribution
- 2008 - Nostradamus
- 2014 - Redeemer of Souls
- 2018 - Firepower
- 2024 - Invincible Shield

## Tournée
- 1969 - Judas Priest Tour
- 1970/1971 - The Return of Priest Tour
- 1972 - Whiskey Woman Tour
- 1973 - Never Turn Your Back on a Friend Tour (di supporto ai Budgie)
- 1974 - Gull Record Tour
- 1974 - Rocka Rolla Tour
- 1975/1976 - Sad Wings Of Destiny Tour
- 1977 - Sin After Sin Tour
- 1978 - Stained Class Tour
- 1979 - Killing Machine/Hell Bent for Leather Tour
- 1980 - British Steel Tour
- 1981 - World Wide Blitz Tour
- 1982/1983 - World Vengeance Tour
- 1984/1985 - Metal Conqueror Tour
- 1986 - Fuel for Life Tour
- 1988 - Mercenaries Of Metal Tour
- 1989/1990/1991 - Painkiller Tour
- 1998 - Jugulator World Tour
- 2001/2002 - Demolition World Tour
- 2004 - Reunited Summer Tour
- 2004/2005 - Retribution World Tour
- 2008/2009 - Priest Feast Tour
- 2009 - British Steel 30th Anniversary Tour
- 2011 - Epitaph
- 2014/2015 - Redeemer of Souls Tour
- 2018 - Firepower Tour
- 2019/2020 - 50 Heavy Metal Years

### Enciclopedie
- Ian Christe, Sound of the beast. La storia definitiva dell'heavy metal, Arcana, 2009, ISBN 88-6231-086-2.
- (DE) Tim Eckhorst, Metall macht Musik, Volume 1, Msw Medien Service GmbH, 2008, ISBN 3-939400-18-1.
- (EN) Essi Berelian, The rough guide to heavy metal, Rough Guides, 2005, ISBN 1-84353-415-0.
- Luca Signorelli, Metallus. Il libro dell'Heavy Metal, Giunti Editore, 2001, ISBN 88-09-02230-0.
- Martin C. Strong, The great rock discography, Giunti Editore, 1998, ISBN 88-09-21522-2.
- (EN) Robert Walser, Running with the Devil: power, gender, and madness in heavy metal music, Wesleyan University Press, 1993, ISBN 978-0-8195-6260-9.
- (EN) Colin Larkin, The Guinness Encyclopedia of Popular Music, Guinness, 1992, ISBN 0-85112-939-0.

### Testi monografici
- (EN) Brian J. Bowe, Judas Priest: Metal Gods, Enslow Pub Inc, 2009, ISBN 978-0-7660-3029-9.
- (EN) Neil Daniels, The Story of Judas Priest: Defenders of the Faith, Omnibus Press, 2008, ISBN 978-0-8256-3605-9.
- (EN) Martin Popoff, Judas Priest: Heavy Metal Painkillers-An Illustrated History, ECW Press, 2007, ISBN 978-1-55022-784-0.
- Marco Priulla, Judas Priest: Heavy Metal Messiah, Magnetica, 2007, ISBN 88-89889-29-2.